# 陳咸
陳 咸（ちん かん、生没年不詳）は、前漢の人。字は子康。沛郡相県の人。御史大夫陳万年の子。

## 略歴
18歳にして父の任子によって郎となった。優れた才能があり、剛直でしばしば近臣を指弾する上奏があり、左曹となった。
父の陳万年が病気になったとき、陳万年は陳咸を呼んで病床から戒めを与えたが、夜中にまで至ったため、陳咸は居眠りをした。陳万年は「俺がお前に戒めを与えているのにお前は居眠りして俺の言葉を聴かないとは何事だ」と怒って陳咸を打ち据えようとしたが、陳咸は「要約すると私に諂いを教えようというのでしょう」と言ったため、陳万年は何も言わなかった。
陳万年の死後、元帝は陳咸を御史中丞に抜擢し、州郡の上奏や刺史の評価、殿中の治安を掌って大臣以下に憚られた。陳咸は当時権力を握っていた中書令石顕を悪く言っていたため石顕は陳咸を恨んでいたが、陳咸の友人であった槐里県令の朱雲が罪に坐した際、陳咸が彼に自分を弁護する上奏をするよう指示したことを知ると、陳咸を機密漏洩に当たると弾劾して獄に下した。陳咸は拷問を受け、死罪は免じられたが髠刑にされ強制労働に従事した。
成帝が即位すると、大将軍王鳳は陳咸が石顕を指弾していた忠節の人であるとして上奏して陳咸を長史にした。その後、冀州刺史・諌大夫となり、楚国内史・北海太守・東郡太守となった。しかし京兆尹王章に推薦されたため、王章が大将軍王鳳を排除しようとして失脚し処刑されると陳咸も罷免された。その後また南陽太守となった。
太守としては殺伐により威信を維持し、部下は彼を恐れ、豪族も彼に服したが、殺伐であったために朝廷では用いられず、薛宣・朱博・翟方進・孔光ら後進に追い抜かれた。
車騎将軍王音の時、王音は陳湯を信用していたため、陳咸は陳湯に贈り物をして「子公（陳湯の字）の力で帝城の入ることが出来たら死んでも恨みはない」という手紙を送った。その後、永始元年（紀元前16年）に陳咸は少府となった。少府となると汚職を摘発し、みな陳咸を恐れた。
しかし翟方進と仲が悪く、翟方進が丞相になると陳咸の太守時代の残酷な所業や陳湯に賄賂を贈ったことを告発され、罷免された。その後、外戚である紅陽侯王立が陳咸を方正に推挙して光禄大夫給事中となったが、後に王立に罪があると、翟方進は陳咸のことも上奏した。陳咸は郷里の郡に帰され、憂死した。